# دیرشکوفا
دیرشکوفا یا دیر به بلوغ‌رسیده (به انگلیسی: The Late Bloomer) فیلمی محصول سال ۲۰۱۶ و به کارگردانی کوین پولاک است. در این فیلم بازیگرانی همچون جانی سیمونز، ماریا بلو، بریتنی اسنو، جین لینچ، جی. کی. سیمونز، کمیل نانجیانی، بک بنت، پل وسلی، ایلیانا داگلاس، کن مارینو، سام روباردس، لنورا کریکلو، شارلوت مک‌کینی، جیسون انتون، مت ال جونز و برایان دویل-موری ایفای نقش کرده‌اند.